# Ренди Спирс
Ренди Спирс (енгл. Randy Spears; Канкаки, 18. јун 1961) амерички је порнографски глумац. Током каријере, коју је започео 1987. захваљујући познанству са порно глумицом Оном Зи, наступио је у преко 1000 филмова. Најпознатији је по улогама у порно-филмова пародијама мејнстрим. Повремени је наступао у холивудским продукцијама у мањим улогама.
Био је у браку с порно глумицама као што су Данијела Роџерс и Деми Делиа.

## Награде
- Награде AVN:
- 1991 Најбољи глумац - Филм - The Masseuse[2]
- 1994 Најбољи споредни глумац - Видео - Haunted Nights[3]
- 2000 Најбољи глумац - Видео - Double Feature![4]
- 2002 AVN Hall of Fame inductee[5]
- 2003 Најбољи споредни глумац - Видео - Hercules[6]
- 2004 Најбољи глумац - Филм - Heart of Darkness[7]
- 2004 Најбољи споредни глумац - Видео - Space Nuts[7]
- 2004 Најбоља сцена групног секса - Филм - Heart of Darkness[7]
- 2006 Најбољи споредни глумац (Филм) - Eternity[8]
- 2006 Најбоља сцена групног секса (Филм) - Dark Side[8]
- 2007 Најбоља сцена групног секса (Филм) - Fuck[8]
- 2007 Најбољи глумац - Филм - Manhunters[8]
- 2008 Најбољи споредни глумац (Филм) - Flasher[9]
- 2010 Best Group Sex Scene – With Special Guest Jamie Wright & Jessica Stone 2040[10]
- Награде XRCO|Награда XRCO:
- 1991 Најбољи глумац (Самостални наступ) All That Sex[11]
- 1999 Најбољи глумац (Самостални наступ) Double Feature[12]
- 2002 XRCO Hall of Fame inductee[13]
- 2003 Најбољи глумац (Самостални наступ) Space Nuts[14]
- 2004 Најбољи глумац (Самостални наступ) Misty Beethoven - The Musical[15]
- 2005 Најбољи глумац (Самостални наступ) Eternity[16]
- 2006 Најбољи глумац (Самостални наступ) Curse Eternal[17]
- 2007 Најбољи глумац (Самостални наступ) Black Widow[18]
- Остале награде:
- 1993 F.O.X.E Омиљени мушки обошавалац[19]
- 1999 Nightmoves Награда за набољег глумца / Мушки наступ[20]
- 2001 F.O.X.E Омиљени мушки обошавалац[21]
- 2002 Nightmoves Награда за набољег глумца / Мушки наступ[20]
- 2005 Nightmoves Награда за набољег глумца / Мушки наступ[20]
- 2006 F.O.X.E Омиљени мушки обошавалац[21]
- 2006 Ninfa награда - Најбољи споредни глумац (La mansión del placer)[22]
- 2007 F.A.M.E. Award – Омиљена мушка звезда[23]
- 2008 Eroticline Award - Најбољи интернационални глумац[1]